# Kai Winding
Pour les articles homonymes, voir Winding.
Kai Winding (Kai Chresten Winding) - parfois orthographié Kay Winding - était un tromboniste de jazz. Il était né le 18 mai 1922 à Aarhus (Danemark) et est mort le 6 mai 1983 à New York).

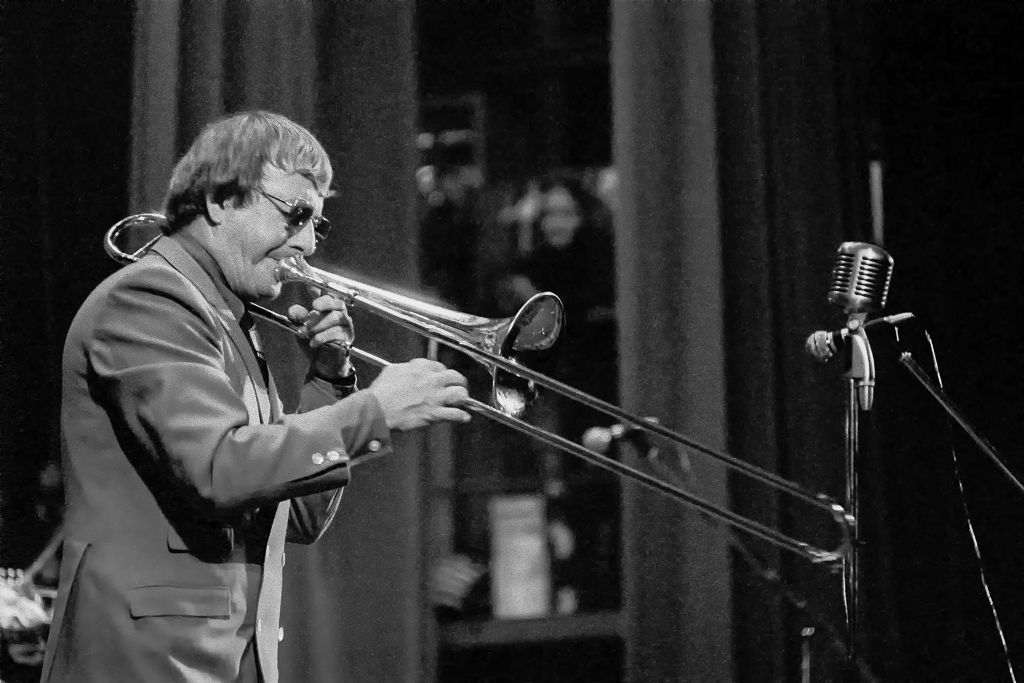
Kai Winding, The Giants of Jazz, 1971

## Biographie
Sa famille et lui s'installent aux États-Unis en 1934.

## Repères discographiques
- 1949 : New Trend (Roost Records)
- 1949 : Trombone by Three (New Jazz / Prestige Records)
- 1954 : Jay & Kai (Savoy) - coleader Jay Jay Johnson
- 1954 : An Afternoon at Birdland (RCA) - coleader Jay Jay Johnson
- 1955 : K + J.J. (Bethlehem) - coleader Jay Jay Johnson
- 1955 : Trombone for Two (Columbia Records) - coleader Jay Jay Johnson
- 1956 : Jay & Kai + 6 (Columbia Records) - coleader Jay Jay Johnson
- 1956 : The Trombone Sound (Columbia Records) - coleader Jay Jay Johnson
- 1957 : Trombone Panorama (Columbia Records)
- 1957 : Jazz at Five (Status)
- 1958 : The Axidentals with the Kai Winding Trombones (Paramount)
- 1958 : The Swingin' States (Columbia Records)
- 1958 : Dance to the City Beat (Columbia Records)
- 1960 : The Great Kai and J.J. (Impulse !) - coleader Jay Jay Johnson
- 1960 : The Incredible Kai Winding Trombones (Impulse !)
- 1961 : Kai Olé (Verve Records)
- 1962 : Suspense Theme in Jazz (Verve Records)
- 1963 : Solo (Verve Records)
- 1963 : Soul Surfin' (Verve Records) - coleader Kenny Burrell
- 1963 : Kai Winding alias The Lonely One (Verve Records)
- 1964 : Mondo Cane #2 alias More (Verve Records)
- 1965 : Modern Country (Verve Records)
- 1965 : Rainy Day (Verve Records)
- 1965 : The In Instrumentals (Verve Records)
- 1966 : More Brass (Verve Records)
- 1966 : Dirty Dog (Verve Records)
- 1967 : Pany Lane & Time (Verve Records)
- 1968 : Israel (A&M) - coleader Jay Jay Johnson
- 1968 : Betwixt and Between (A&M) - coleader Jay Jay Johnson
- 1968 : Stonebone (A&M) - coleader Jay Jay Johnson
- 1979 : Lionel Hampton Presents: Kai Winding (Philips)